# Robert Poirier
Robert Poirier (ur. 16 czerwca 1942 w Rennes) – francuski lekkoatleta, płotkarz, medalista mistrzostw Europy z 1966, dwukrotny olimpijczyk.

## Kariera
Specjalizował się w biegu na 400 metrów przez płotki. Zdobył brązowy medal w tej konkurencji na igrzyskach śródziemnomorskich w 1963 w Neapolu. Odpadł w eliminacjach na igrzyskach olimpijskich w 1964 w Tokio. Zdobył srebrny medal na letniej uniwersjadzie w 1965 w Budapeszcie.
Zdobył brązowy  medal w biegu na 400 metrów przez płotki na mistrzostwach Europy w 1966 w Budapeszcie, a francuska sztafeta 4 × 400 metrów z jego udziałem zajęła w finale 4. miejsce ustanawiając rekord kraju czasem 3:05,7. Na igrzyskach olimpijskich w 1968 w Meksyku Poirier odpadł w półfinale biegu na 400 metrów przez płotki.
Był mistrzem Francji na 400 metrów przez płotki w latach 1963 i 1965-1968, wicemistrzem w 1964 oraz brązowym medalistą w 1962.
Oprócz rekordu w sztafecie  4 × 400 metrów Poirier trzykrotnie poprawiał rekord Francji w biegu na 400 metrów przez płotki do czasu 50,3 s (1 lipca 1966 w Paryżu).